# Kościół Chrystusa – Obszar Świątyni

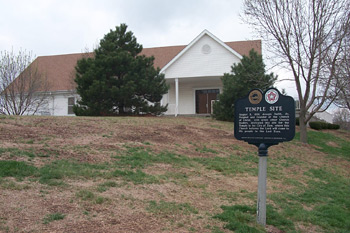
Obszar Świątyni z Kościołem Chrystusa w tle

Kościół Chrystusa – Obszar Świątyni (ang. Church of Christ – Temple Lot) – kościół z ruchu świętych w dniach ostatnich, którego członkowie swego czasu nie uznali nakazu wielożeństwa. Początkowo byli nazywani hedrikistami (ang. Hedrickites), od nazwiska swojego wczesnego lidera Granville’a Hedricka. Kościół liczy około 5000 członków w kilku krajach.
Za święte księgi uznają Biblię i Księgę Mormona, odrzucają natomiast Nauki i Przymierza, jak też Perłę Wielkiej Wartości. Uznają Josepha Smitha za proroka Boga jedynie do około roku 1840, nim ogłosił konieczność zawierania tzw. małżeństw pluralistycznych (wielożeństwo). Od tego czasu kościół nie posiada naczelnego proroka a jego prowadzeniem zajmuje się Kworum Dwunastu Apostołów.
Jednym z odłamów tego kościoła jest Kościół Chrystusa z Poselstwem Eliasza.